# 出口のない海
『出口のない海』（でぐちのないうみ）は、横山秀夫の同名小説を原作とした、日本の映画作品。太平洋戦争時、回天特別攻撃隊で出撃した若者の姿を描く。監督は佐々部清。2006年9月16日に公開された。画角はビスタビジョン、音響はドルビーデジタル。
戦闘場面をほとんど描かずに主人公らの繰り広げるドラマをメインとする。

## ストーリー
甲子園の優勝投手・並木浩二、大学進学後に肘を痛めて自慢の速球が投げられなくなり、「魔球」と名付けた新しい変化球の完成に復活をかける。しかし、太平洋戦争勃発。並木をとりまく状況は日ごとに激しさを増していく。日本軍は、ガダルカナル島をめぐる日米の攻防戦に敗れてから、敗戦への坂を一気に転がり落ちていった。
昭和18年10月、ついに学生の徴兵猶予が取り消され、並木は学徒出陣する。愛する家族や友、そして恋人と別れて海軍に志する並木。そこには彼と同じく、大切な人たちを守るために戦うことを決意した若者たちがいた。日本の敗色が日に日に濃厚になっていくなか、海軍は“回天”を兵器として採用する。敵艦に体当たりして自らの命と引き換えに戦果を得る、定員1名の回天に搭乗して究極の任務につくことを、並木を始め多くの若者たちが自ら望むのだった。けれども彼らの胸に迷いや怒り、悲しみが微塵もないわけではない。若者たちを乗せた潜水艦は海へと潜り、そして遂に出撃の時が訪れる。

## 登場人物
- 並木浩二 - 市川海老蔵：海軍少尉 / 回天搭乗員。明治大学野球部ピッチャー
- 北勝也 - 伊勢谷友介：海軍中尉 / 回天搭乗員。明治大学競走部
- 鳴海美奈子 - 上野樹里：並木の恋人
- 伊藤伸夫 - 塩谷瞬：回天隊整備員
- 佐久間安吉 - 柏原収史：回天搭乗員
- 沖田寛之 - 伊崎充則：回天搭乗員
- 小畑聡 - 黒田勇樹：明治大学野球部マネージャー
- 剛原力 - 平山広行：明治大学野球部キャッチャー
- 並木幸代 - 尾高杏奈：並木の妹
- 馬場大尉 - 永島敏行：光基地先任将校
- 戸田航海長 - 田中実：イ号潜水艦航海長
- 剣崎大尉 - 高橋和也：光基地将校
- 佐藤校長 - 平泉成：久里浜対潜学校司令
- 鹿島艦長 - 香川照之：イ号潜水艦艦長
- 並木光江 - 古手川祐子：並木の母
- 並木俊信 - 三浦友和：並木の父

## スタッフ
- 監督：佐々部清
- 音楽：加羽沢美濃（サウンドトラック盤：コロムビアミュージックエンタテインメント）
- 主題歌：竹内まりや 「返信」（ワーナーミュージック・ジャパン）
- 制作会社：松竹
- 配給：松竹
- 製作：「出口のない海」フィルムパートナーズ（松竹、住友商事、衛星劇場、テレビ朝日、スカパー・ウェルシンク、アドギア、朝日新聞社、東京都ASA連合会、名古屋テレビ放送、山口放送[注釈 1]、ポニーキャニオン、IMAGICA、朝日放送）

## 原作本との相違点
- 物語が、現代（2006年）ではなく並木が初出撃したときのイ号潜水艦が攻撃される場面から始まる。
- 並木が故障した経緯が記されていない。
- 沖田が超がつくほどの脇役になっている。変わって原作本ではかなりの脇役であった伊藤が格上げされている。
- ボレロのマスター、剛原、小畑の影が原作と比べて非常に薄い。
- 原作の最初と最後の剛原と北の重要な会話シーンがない。
- 原作では並木達の所属は“A大学”で、“明治大学”ではない。
- 小畑が原作では｢コバタケ｣、映画では｢オバタ｣になっている。

## 備考
- 映画公式サイトでは、主人公の並木浩二が白い詰襟（夏服としての軍服）を着ているシーンがあるが、本編では浩二が白い詰襟軍服を着ているシーンは存在しない。